# 武志站
武志站（日语：／ Takeshi eki */?）是位於島根縣出雲市武志町，一畑電車北松江線的車站。車站編號為4。

## 歷史
- 1914年（大正3年）4月29日 - 車站啟用。
- 1930年（昭和5年）1月17日 - 車站廢止。
- 1931年（昭和6年）11月16日 - 車站重開[1]。
- 1977年（昭和52年）- 成為無人車站[1]。
- 2006年（平成18年）4月1日 - 一畑電氣鐵道把鐵路業務分拆成為獨立的全資子公司一畑電車，此站由一畑電車繼承。

## 車站構造
車站是一座地面車站，設有1面1線的單式月台。前往松江方向的列車會開啟左邊車門。此站是無人車站。出口位於月台北邊。

## 車站周邊
- 若狹河堤 - 車站東邊，江戶時代初期建設，位於斐伊川的河堤[2]。
- 斐伊川河川敷公園
- 出雲市立北陽小學
- 川跡社區中心
- MaxValu出雲稲岡店

## 使用狀況
根據「島根縣統計書」，以下為近年一日平均乘車人次列表。
| 年度   | 1日平均 乘車人次 | 1日平均 上下車人次 |
| ------ | ---------------- | ------------------ |
| 1999年 | 99               | 190                |
| 2000年 | 41               | 74                 |
| 2001年 | 46               | 68                 |
| 2002年 | 15               | 37                 |
| 2003年 | 29               | 61                 |
| 2004年 | 56               | 77                 |
| 2005年 | 51               | 83                 |
| 2006年 | 34               | 58                 |
| 2007年 | 22               | 38                 |
| 2008年 | 33               | 65                 |
| 2009年 | 33               | 66                 |
| 2010年 | 36               | 73                 |
| 2011年 | 36               | 76                 |
| 2012年 | 38               | 80                 |
| 2013年 | 34               | 78                 |
| 2014年 | 36               | 77                 |
| 2015年 | 25               | 51                 |
| 2016年 | 35               | 66                 |
| 2017年 | 28               | 62                 |
| 2018年 | 30               | 51                 |

## 相鄰車站
一畑電車
北松江線
■特急「Super Liner」、■特急、■急行
通過
■普通
大津町（3）－武志（4）－川跡（5）

## 注腳
1. 1 2  今尾惠介監修「日本旅行地圖帳11」48頁。新潮社刊，2009年。ISBN 978-4-10-790029-6。但是在寺田裕一《日本のローカル私鉄2000》，Neko出版，2000年，270頁。ISBN 4-87366-207-9.中指出是1937年2月2日重開。
2. ↑  一畑電車公式サイト 武志駅 （页面存档备份，存于）（日語）
3. ↑  島根縣統計書

## 外部連結
- 4.武志 | 停車站資訊 （页面存档备份，存于）（日語） - 一畑電車